# Station Gironde
Station Gironde is een spoorweghalte in de Franse gemeente Gironde-sur-Dropt. Zij wordt bediend door treinen van het netwerk TER Nouvelle-Aquitaine op het traject Bordeaux Agen.